# Schönau (Pfalz)
Schönau település Németországban, Rajna-vidék-Pfalz tartományban. Lakosainak száma 409 fő (2023. december 31.).

## Népesség
A település népességének változása:
| Lakosok száma | 628  | 426  | 410  | 417  | 416  | 409  |
|               | 1975 | 2017 | 2019 | 2021 | 2022 | 2023 |